# Socks (mèo)
Socks Clinton (đầu năm 1990 - 20 tháng 2 năm 2009) là con mèo cưng của gia đình Tổng thống Hoa Kỳ Bill Clinton trong nhiệm kỳ tổng thống của ông. Là một con mèo đi lạc được nhận nuôi, nó là thú cưng duy nhất của gia đình Clinton trong những năm đầu nằm quyền quản lý chính quyền, và nó được yêu thích khi đóng vai trò quản lý phiên bản dành cho trẻ em của trang web Nhà Trắng. Sau khi bà Clinton rời nhiệm sở, mèo Socks đã cư trú với cựu thư ký của bà là Betty Currie và chồng bà, do tiếp tục mâu thuẫn với chú Buddy của gia đình Clinton.

## Tiểu sử
Sock ra đời vào đầu năm 1990. Nó được gia đình Clinton nhận nuôi năm 1991 sau khi nhảy vào vòng tay của Chelsea Clinton khi cô rời khỏi nhà của cô giáo dạy piano ở Little Rock, Arkansas, nơi con mèo này đang chơi với anh chị em của mình, Midnight, con mèo mà sau đó được một gia đình khác nhận nuôi.
Khi Bill Clinton trở thành Tổng thống, Socks đã cùng gia đình chuyển từ biệt thự của thống đốc sang Nhà Trắng và trở thành thú cưng chính của Gia đình Đệ Nhất trong nhiệm kỳ đầu tiên của bà Clinton, mặc dù nó được biết là chia sẻ thức ăn và nước uống với một người bạn đi lạc, được đặt tên là Slippers. Socks thường được đưa đến trường học và bệnh viện. Trong thời gian của chính quyền Clinton, trẻ em truy cập trang web của Nhà Trắng sẽ được hướng dẫn bởi một phiên bản hoạt hình của Socks.
Cuối cùng, ông đã mất vị trí thú cưng chính của bà Clinton vào năm 1997 khi gia đình Clinton mua lại Buddy, một chú chó săn Labrador.
Socks tìm thấy sự xâm nhập của Buddy không thể chịu đựng được: theo Hillary Clinton, Socks "coi thường Buddy từ cái nhìn đầu tiên, ngay lập tức và mãi mãi." Bill Clinton nói: "Tôi đã làm tốt hơn với... người Palestine và người Israel hơn tôi đã làm với Socks và Buddy."  Khi gia đình Clintons rời Nhà Trắng năm 2001, họ đưa Buddy về nhà mới, nhưng đã quyết định để Socks dưới sự chăm sóc của thư ký của Bill Clinton, Betty Currie. Buddy chết trong vòng một năm, bị xe đâm vào năm 2002.
Vào tháng 12 năm 2002, Socks là một phần của cuộc diễu hành Giáng sinh Little Rock.
Vào tháng 10 năm 2004, Socks đã xuất hiện trước công chúng trong lần hiếm hoi hiếm hoi khi Currie là diễn giả khách mời trong bữa tiệc trưa của Câu lạc bộ Vợ chồng Cán bộ tại Căn cứ Không quân Andrew. Socks đi cùng cô và tham gia vào một bức ảnh photo op.
Vào tháng 6 năm 2008, Socks vẫn sống chung với Currie và chồng cô ở Hollywood, Maryland, cách Washington khoảng 60 dặm, nhưng nó gặp các chứng bệnh về tuyến giáp, rụng tóc, giảm cân, và vấn đề về thận.
Vào tháng 12 năm 2008, Socks được báo cáo là không đủ sức khỏe, dường như bị ung thư. Chính vì vậy, nó đã được an tử vào ngày 20 tháng 2 năm 2009, tại Hollywood, Maryland, sau khi bị ung thư hàm. Người ta cũng ước tính rằng Socks sẽ bước sang tuổi 20 vào mùa xuân năm 2009, đặt ngày sinh của nó rơi vào khoảng thời gian mùa xuân năm 1989 thay vì năm 1990.